# Blackbolbus inopinus
Blackbolbus inopinus är en skalbaggsart som beskrevs av Henry Fuller Howden 1985. Blackbolbus inopinus ingår i släktet Blackbolbus och familjen Bolboceratidae. Inga underarter finns listade.